# 또치
또치는 아기공룡 둘리의 등장인물이다.

## 소개
| 등장인물 | KBS 성우 | EBS 성우 | 극장판 성우 | SBS 성우 |
| -------- | -------- | -------- | ----------- | -------- |
| 또치     | 김성희   | 김은아   | 이선        | 정선혜   |

- 둘리 일당의 홍일점으로, 아프리카 출신의 암컷 타조다. 미국의 라스베가스 서커스단에서 노예처럼 묘기만을 부리던 도중 성에서 탈출했다. (극장판에선 서커스단이 망해서 탈출했다는 언급이 있다고 하나 사실은 서커스단에서 재주 하나 없다는 이유로 해고당했다고 한다.) 춤추기, 자전거 타기, 아크로바틱, 접시돌리기 등의 재주를 부릴 수 있긴 하지만 짝이 없는듯 하다. 비교적 이기적인 성격을 지녔으며, 둘리, 도우너와 더불어 만행을 자주 저지르는 인물이다.

## 기타
- 초능력을 가지고 있는 2명의 친구(둘리, 도우너)와 달리 유일하게 초능력이 없는 인물이다.